# Rudgea horquetensis
Rudgea horquetensis är en måreväxtart som beskrevs av John Duncan Dwyer och M.Victoria Hayden. Rudgea horquetensis ingår i släktet Rudgea och familjen måreväxter.
Artens utbredningsområde är Panamá. Inga underarter finns listade i Catalogue of Life.